# Naz (nome)
Naz  è un nome proprio di persona turco femminile.

## Origine e diffusione
Riprende il vocabolo turco naz, che è di origine persiana e significa "schiva", "ritrosa".

## Onomastico
Il nome è adespota, non essendo portato da alcun santo. L'onomastico si può festeggiare il 1º novembre, giorno in cui cade la festa di Ognissanti.

## Persone
- Naz Aydemir, pallavolista turca